# Anthurium malianum
Anthurium malianum är en kallaväxtart som beskrevs av Thomas Bernard Croat. Anthurium malianum ingår i släktet Anthurium och familjen kallaväxter. Inga underarter finns listade.